# Las Lagunetas
Las Lagunetas este o arie protejată (arie specială de conservare — SAC, sit de importanță comunitară — SCI) din Spania întinsă pe o suprafață de 3.568,3 ha, integral pe uscat.

## Localizare
Centrul sitului Las Lagunetas este situat la coordonatele 28°25′07″N 16°25′06″W / 28.4186°N 16.4184°V.

## Înființare
Situl Las Lagunetas a fost declarat sit de importanță comunitară în octombrie 1999 pentru a proteja 3 specii de plante și 2 specii de animale. Situl a fost protejat și ca arie specială de conservare în ianuarie 2010.

## Biodiversitate
Situată în ecoregiunea , aria protejată conține 5 habitate naturale: Pajiști macaroneziene cu vegetație endemică, Câmpuri de lavă și excavații naturale, Păduri de pin endemic canariene, Pante stâncoase silicioase cu vegetație casmofită, Păduri macaroneziene de dafin (Laurus, Ocotea).
La baza desemnării sitului se află mai multe specii protejate:
- plante (3): Anagyris latifolia, Vandenboschia speciosa, Woodwardia radicans
- mamifere (2): liliac cârn (Barbastella barbastellus), Plecotus teneriffae